# غلاف الفيروس
العديد من الفيروسات لها غلاف فيروسي يغلف بروتين القفيصة. ونوعية الأغلفة الفيروسية مشتقة من غشاء الخلية الثوية (الشحمي الفوسفوري و البروتينات)، لكن يضم أيضا بروتينات سكرية فيروسية. وظيفيا، يستعمل الغلاف الفيروسي للمساعدة في دخول الفيروس اٍلى الخلية الثوية. البروتينات السكرية على سطح الغلاف تعمل على تعريف والربط بالمستقبلات الغشائية للخلايا الثوية. يندمج بعد الاٍرتباط الغشاء الفيروسي بغشاء الخلية الثوية، لتسمح للقفيصة والجينوم الفيروسي بالدخول وعدوى الخلية الثوية.